# Ват Арун
Ват Арун Ратчаварарам Ратчаварамахавихан (тайск. วัดอรุณราชวราราม ราชวรมหาวิหาร) или Ват Арун (храм «Солнечного Восхода») — буддийский храм (ват) в районе Бангкок Яй в Бангкоке, Таиланд. Он расположен в Тхонбури на западном берегу реки Чаупхрая. Храм получил свое название от индуистского бога Аруны, который часто персонифицируется как сияние восходящего солнца. Ват Арун — одна из самых известных достопримечательностей Таиланда. Хотя храм существует, по крайней мере, с XVII века, его характерный пранг (башня) был построен в начале XIX века, во времена правления Рамы II и Рамы III.

## История
Буддийский храм существовал на месте Ват Арун еще со времен Королевства Аютия. Тогда он был известен как Ват Макок, в честь деревни Банг Макок, в которой он был построен. (Макок — тайское название растения Spondias pinnata.) По словам историка принца Дамронга Раджанубаба, храм был изображен на французских картах во время правления короля Нараи (1656—1688 гг.). Храм был переименован в Ват Ченг во времена правления короля Таксина (1767—1782 гг.), когда он основал новую столицу Тхонбури рядом с храмом после падения Аютии. Считается, что Таксин поклялся восстановить храм, пройдя его на рассвете.
В храме хранился Изумрудный Будда, пока в 1784 году не был перенесен в Ват Пхра Кео, расположенный на восточном берегу реки Чаупхрайя. Во время правления Таксина ват Арун находился на территории королевского дворца, прежде чем его преемник Рама I (1782—1809 гг.) перенес дворец в другой берег реки. Он был заброшен до правления Рамы II (1809—1824 гг.), который восстановил храм и начал работу над увеличением высоты главной пагоды до 70 м. Работы над пагодой начались во время правления Рамы III (1824—1851 гг.). Главный пранг был завершен в 1851 году, после девяти лет непрерывного строительства.
Храм подвергся капитальной реставрации во время правления Чулалонгкорна (Рамы V, 1868—1910 гг.) и в 1980 году, перед празднованием двухсотлетия основания Бангкока. Наиболее масштабные реставрационные работы на пранге проводились в период с 2013 по 2017 год, в ходе которых было заменено значительное количество разбитых плиток, а многие поверхности были повторно отделаны известковой штукатуркой (взамен цемента, использованного во время предыдущих реставраций). Когда в 2017 году работы подошли к концу, фотографии результатов вызвали некоторую критику в адрес нового внешнего вида храма, который казался более бледным по сравнению с его предыдущим состоянием. Департамент изящных искусств выступил в защиту работы, заявив, что реставрация была выполнена таким образом, чтобы максимально отразить первоначальный вид храма.

## Архитектура
Главной особенностью Ват Аруна является его центральный пранг (Пхра Пранг), инкрустированный разноцветным фарфором. Можно рассматривать его как пагоду, похожую на ступу. По разным источникам, высота составляет от 66,8 м до 86 м. Окружность составляет 234 метра. Углы окружены четырьмя меньшими прангами-сателлитами. Пранги украшены ракушками Mauritia Mauritiana и кусочками фарфора, которые ранее использовались в качестве балласта на лодках, прибывающих в Бангкок из Китая.
Центральный пранг увенчан семиконечным трезубцем, который во многих источниках называется «трезубцем Шивы». Вокруг основания пранга расположены различные фигуры древних китайских солдат и животных. Над второй террасой расположены четыре статуи индуистского бога Индры, едущего на Айравате. Айрават или Эраван — белый слон, который имеет четыре бивня и семь хоботов, но чаще всего изображается трехголовым слоном.
В буддийской иконографии считается, что центральный пранг имеет три символических уровня: базовый для Траипхума, обозначающий все сферы существования, средний для Таватимсы, Небеса Тусита, где удовлетворяются все желания, и верхний, обозначающий Девапхум, указывает на шесть небес в семи сферах счастья, увенчан молнией (ваджрой), оружием Индры. На берегу реки расположены шесть павильонов (сала) в китайском стиле. Павильоны выполнены из зеленого гранита и оборудованы лестничными мостами.
Рядом с прангом находится Зал посвящения с изображением Будды Нирамитра, предположительно созданным Рамой II. Главный вход в Зал посвящения (убосот) имеет крышу с центральным шпилем, украшенную цветной керамикой и лепниной, обшитой цветным фарфором. Внутри находится большой алтарь, украшенный красным, серым и белым мрамором. Впереди изображены два демона или фигуры храмовых стражей. Фрески были созданы во время правления Рамы V.

## Космология
Центральный пранг символизирует гору Меру в индуистской космологии. Пранги-спутники посвящены богу ветра Пхра Пхаю. Демоны (якша) у входа в убосот взяты из Рамакиена. Белую фигуру зовут Сахасса Деджа, а зеленую — Тоцакан, Демон Равана из Рамаяны.

## Туризм
Добраться до Ват Аруна можно через реку Чаупхрая. Около храма есть два пирса, куда приходят паромы от пирса Tha Tian (со стороны Королевского дворца) и Rajinee (от MRT Sanam Chai).
С иностранцев храм взимает плату за вход в размере 200 бат (по состоянию на май 2024 года).
Во время Катхины король отправляется в Ват Арун в процессии королевских барж, чтобы там подарить монахам новые одежды.